# Ivan Bebek
Ivan Bebek (Rijeka, 30. svibnja 1977.) umirovljeni je hrvatski nogometni sudac. Prvi je hrvatski sudac koji je sudio na nekom velikom međunarodnom natjecanju.

## Životopis
Prvi je hrvatski sudac koji je bio na Europskom nogometnom prvenstvu 2008. i to kao četvrti sudac. Bio je uvršten među 14 europskih sudaca predloženih za suđenje na SP u Južnoj Africi 2010. Sudio je i četiri utakmice na Svjetskom prvenstvu do 17 godina 2007. u Južnoj Koreji i tri utakmice na Svjetskom prvenstvu do 20 godina 2009. u Egiptu te po dvije utakmice na Europskom prvenstvu do 19 godina 2006. u Poljskoj, Europskom prvenstvu do 21 godine 2013. u Izraelu i Svjetskom prvenstvu do 20 godina na Novom Zelandu 2015.
U HNL-u je sudio 318 utakmica, 12 susreta UEFA Lige prvaka, 40 susreta UEFA Europske lige i 1 utakmicu UEFA Europske konferencijske lige. Također je sudio utakmice Kupa UEFA, UEFA Lige nacija, grčke, ciparske, saudijske i egipatske lige, kupske utakmice, niželigaške utakmice, kao i mnoge reprezentativne utakmice, kao što su kvalifikacije za Svjetsko i Europsko prvenstvo.
Zadnju utakmicu koju je sudio bila je utakmica HNL-a odigrana 28. svibnja 2023. između Dinama i Gorice, a koja je završila 4:1 za Dinamo.